# Jan Hozengracht
De Jan Hozengracht (ook Zuidergracht) is een kanaal in de Nederlandse provincie Overijssel.
De Jan Hozengracht loopt van de Dorpsgracht door Giethoorn naar het Kanaal Beukers-Steenwijk. Oorspronkelijk was de Jan Hozengracht langer en liep van Giethoorn naar het Giethoornsche Meer. Alleen het meest oostelijke deel van het kanaal in Giethoorn bestaat nog. De Jan Hozengracht deed aanvankelijk dienst als transportweg voor het vervoer van turf uit het gebied. Op een zeventiende-eeuwse kaart van Nicolaas ten Have staat de Jan Hozengracht (als Suydergraft) ingetekend als een van de vier waterverbindingen naar het Giethoornsche Meer. Min of meer evenwijdig aan de Jan Hozengracht lopen ten noorden ervan de Cornelis Harmszsloot (Cornelisgracht), de Bouwerssloot (Bouwersgracht) en de Tijsjessloot (Thijssengracht). De Jan Hozengracht is - evenals de drie andere grachten - genoemd naar de toenmalige eigenaar. De kanalen werden later verbonden door de Dwarsgracht. De verbinding van de Jan Hozengracht met de Dwarsgracht behoort sinds de inpoldering van de Polder Giethoorn in 1920 tot het verleden. Er resteert nog zo'n vierhonderd meter van de vroegere Jan Hozengracht.

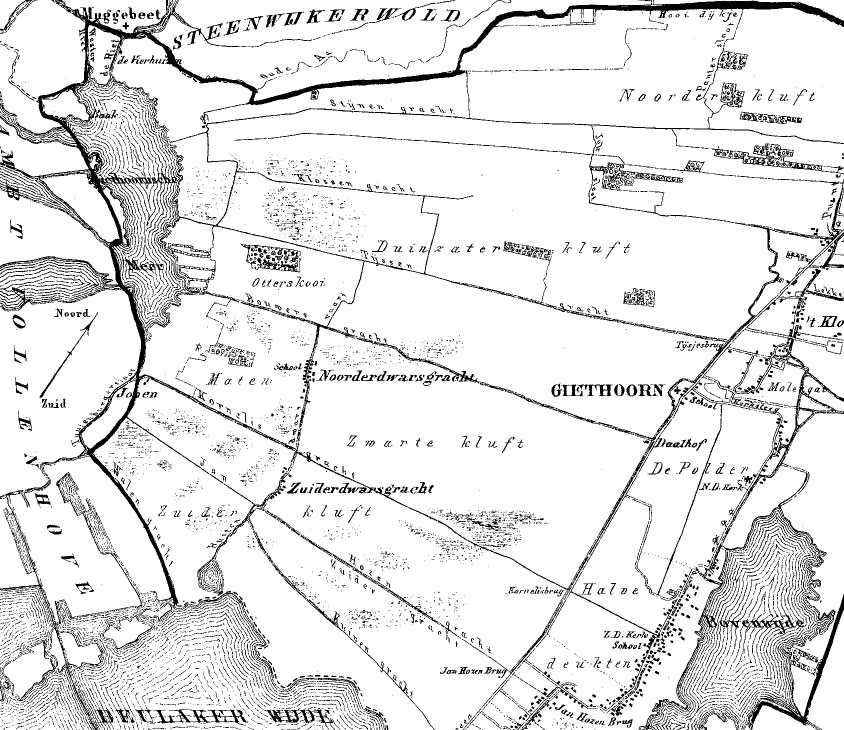
Detail een kaart uit de gemeenteatlas van Jacob Kuyper, omstreeks 1865-1870